# 第7補給連隊 (フランス軍)
第7補給連隊（だいななほきゅうれんたい、7e régiment du matériel：7e RAMT）は、ローヌ県リヨンに駐屯する、第2後方支援旅団隷下のフランス陸軍の後方支援連隊である。
兵種は輜重など、伝統的区分は輜重兵である。

## 沿革
- 1985年：ドイツトリーアにて第7補給連隊が編成される。
- 1993年：解隊される。
- 1999年：再編成される。

## 最新の部隊編成
- 連隊本部
- 本部管理中隊
- 第1移動整備中隊
- 第2移動整備中隊 - （Varces駐屯地）
- 第3電子機器整備中隊
- 第11総合整備中隊
- 第12供給中隊
- NBCI評価小隊 - （Saint-Priest駐屯地）
- 需品小隊 - （Billard駐屯地）

## 任務
- 連隊は、第1線部隊に対する補給支援をおこなう。
- 各派遣先において、技官と軍人が協力して高度な自動車整備や軍用品整備及び電子機器等の整備を行い、連隊の隊員に対して専門的な知識の普及にあたる。
- 第27山岳歩兵旅団の支援も行う。
- 特殊武器防護装備品（対NBC）の整備も行う。

## 主要装備
- GIAT BM92-G1
- FA-MAS
- P4
- TRM 2000
- TRM 4000
- TRM 10000
- GBC 180